# Isabelino Gradín
Isabelino Gradín (Montevideo, 8 luglio 1897 – Montevideo, 21 dicembre 1944) è stato un velocista e calciatore uruguaiano, di ruolo attaccante.

## Carriera
Nipote di schiavi africani, Gradín giocò con l'Uruguay in Copa America nel 1916 e nel 1917, vincendola in entrambi gli anni e laureandosi anche capocannoniere nella prima di esse. Nella Copa America del 1919 invece il suo Uruguay perse in finale contro il Brasile. A livello di club invece vinse 2 volte il campionato con il Peñarol (1918, 1921).
Fu anche per 4 volte campione del Sud America nei 200 e nei 400 metri.

## Palmarès

### Club

#### Competizioni nazionali
- Campionato uruguaiano: 1

Peñarol: 1921

#### Competizioni internazionali
- Copa de Honor Cousenier: 1

Peñarol: 1918
- Tie Cup: 1

Peñarol: 1916

### Nazionale
- Campeonato Sudamericano de Football: 2

1916, 1917

### Individuale
- Miglior giocatore del Campeonato Sudamericano de Football: 1

Argentina 1916
- Capocannoniere del Campeonato Sudamericano de Football: 1

1916 (3 gol)